# Bauhinia damiaoshanensis
Bauhinia damiaoshanensis är en ärtväxtart som beskrevs av T. Chen. Bauhinia damiaoshanensis ingår i släktet Bauhinia och familjen ärtväxter. Inga underarter finns listade i Catalogue of Life.